# 二屯镇
二屯镇，是中华人民共和国山東省德州市德城区下辖的一个乡镇级行政单位。

## 行政区划
二屯镇下辖以下地区：
御园社区村、贵和社区村、老渡口社区村、馨苑社区村、永和社区村、程何庄社区村和丰乐屯社区村。